# Bernie (film, 2011)
Pour les articles homonymes, voir Bernie.
Pour plus de détails, voir Fiche technique et Distribution.
Bernie est une comédie policière américaine coécrite et réalisée par Richard Linklater sortie en 2011.

## Synopsis
1996, dans la petite ville de Carthage, l'assistant du croque-mort, Bernie Tiede, un membre bien-aimé de la communauté, devient le seul ami de la riche Marjorie Nugent, récemment veuve. Les citadins la considèrent froide et désagréable. Tiede, bientôt 40 ans et la vieille Nugent deviennent rapidement inséparables, voyageant et déjeunant fréquemment ensemble. Puis Tiede assassine Nugent, lassé de sa possessivité.

## Fiche technique
- Titre original : Bernie
- Titre français : Bernie
- Réalisation : Richard Linklater
- Scénario : Skip Hollandsworth et Richard Linklater, d'après une histoire vraie sur Bernhardt "Bernie" Tiede
- Direction artistique : Rodney Becker
- Photographie : Dick Pope
- Décors : Bruce Curtis
- Costumes : Kari Perkins
- Son : Justin Hennard
- Montage : Sandra Adair
- Musique : Graham Reynolds
- Productions : Liz Glotzer, Celine Rattray, Martin Shafer, Ginger Sledge, Matt Williams, David McFadzean, Dete Meserve et Judd Payne
- Sociétés de production : Mandalay Vision, Wind Dancer Films, Castle Rock Entertainment, Collins House Productions, Deep Freeze Production et Horsethief Pictures
- Société de distribution : Millennium Films (États-Unis)
- Budget : 6 000 000 de dollars
- Pays d'origine : États-Unis
- Langue originale : anglais
- Format : couleurs — son Dolby Digital
- Genre : biopic, comédie policière et comédie noire
- Durée : 96 minutes
- Dates de sortie :
  -  États-Unis : 27 avril 2012
  -  France : 5 novembre 2014 (en VOD) 8 janvier 2025 sortie nationale
- Rated PG-13, accord parental recommandé, film déconseillé aux moins de 13 ans

## Distribution

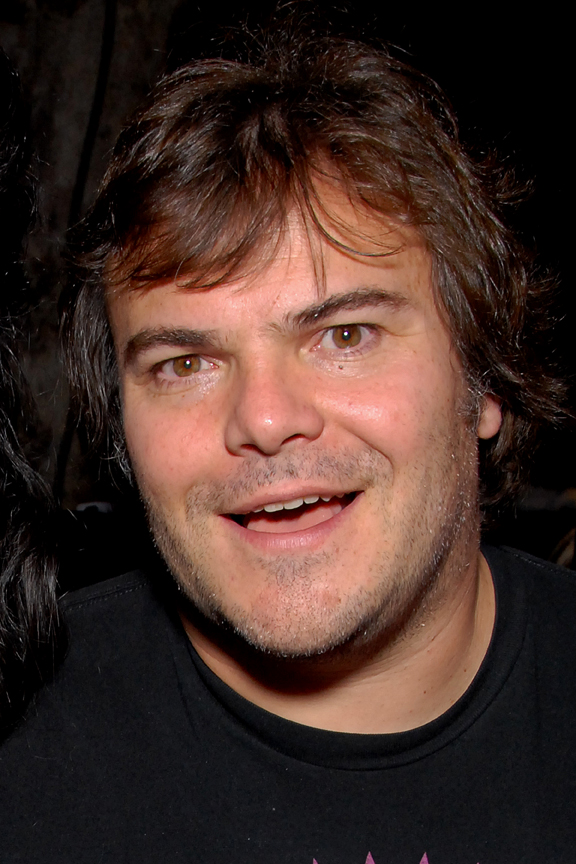
Jack Black

- Jack Black (VF : Philippe Bozo) : Bernhardt « Bernie » Tiede
- Matthew McConaughey (VF : Bruno Choël) : Danny « Buck » Davidson
- Shirley MacLaine : Marjorie Nugent
- Gary Teague : Onlooker, le voisin
- Tommy G. Kendrick : Larry Brumley
- Brandon Smith : Shérif Huckabee

## L'affaire Bernhardt "Bernie" Tiede
Bernhardt Tiede, né le 2 août 1958, est un meurtrier qui avait avoué, le 16 novembre 1996, avoir tiré sur Marjorie Nugent, une riche veuve de 81 ans, à Carthage au Texas, l'avoir enveloppée dans un drap blanc et mise dans un congélateur avant que le docteur pathologiste Nugent, fils de la victime, ne l'y eût découvert et alerté la police.
En mars 1990, Bernhardt Tiede, un employé de l'entreprise de pompes funèbres, rencontre Marjorie Nugent pour la première fois à l'enterrement de l'époux de cette dernière. Ils passent plus de temps ensemble et, en 1991, la veuve décide de lui léguer une fortune de 10 000 000 de dollars. En 1993, alors que l'époux de la veuve avait préparé avant sa mort pour les partenaires de son industrie pétrolière un compromis afin de mieux protéger les affaires de sa femme, Bernhardt Tiede quitte son emploi pour travailler comme chef d'entreprise à temps complet et, systématiquement, fait éloigner sa compagne de tous ces employés, un à la fois. Ces derniers sont tous en colère contre Majorie Nugent. Après cela, pendant des années, il donne une partie de l’argent des Nugent aux pauvres de Carthage, instaure des bourses pour les étudiants, promet une campagne de charité pour les scouts… jusqu'au 16 novembre 1996, le jour du meurtre.
Alors que le couple s'apprête à sortir pour aller au restaurant, Bernhardt Tiede prend une carabine .22 Long Rifle dénichée au garage et tire sur Majorie Nugent sans doute parce qu'elle a découvert le vol de sa part. Il cache le corps dans le congélateur et nettoie le sang. Pendant des mois, il trouve des excuses auprès des personnes voulant des nouvelles de la veuve avant que le fils des Nugent ne la découvre après quelques années de doute.
Bernhardt Tiede est désormais condamné à perpétuité.

## Production
En 2010, le réalisateur Richard Linklater disait que le scénario était déjà écrit, il y a environ dix ans.
L'histoire se déroulant à Carthage à l'Est de Texas, le tournage a eu lieu dans les environs d'Austin, Bastrop, Georgetown, Smithville et Lockhart en octobre 2010.

## Récompenses
- 2012 : Austin Film Award au Austin Film Critics Association Awards
- 2013 : Meilleur film indépendant du Texas au Houston Film Critics Society Awards
- 2013 : Meilleur acteur dans un second rôle pour Matthew McConaughey au National Society of Film Critics Awards